# Rolls-Royce Holdings
Rolls-Royce Holdings plc là một công ty đa quốc gia trách nhiệm hữu hạn của Anh,được thành lập vào tháng 2 năm 2022.Tập đoàn sở hữu Rolls-Royce,một doanh nghiệp được thành lập vào năm 1904 và chuyên về thiết kế,sản xuất và phân phối các hệ thống động cơ điện cho ngành hàng không và các ngành công nghiệp khác.Rolls-Royce cũng là công ty sản xuất động cơ máy bay lớn thứ hai thế giới chỉ sau  GECAS đến từ  Hoa Kỳ  và có các doanh nghiệp lớn trong lĩnh vực động cơ hàng hải và năng lượng. Tất cả các cổ phần có thể được mua bán trên Sở giao dịch chứng khoán Luân Đôn và các thị trường chứng khoán khác.
Rolls-Royce là nhà quốc phòng lớn thứ 16 thế giới trong năm 2011 và 2012 trong doanh thu quốc phòng. Công ty có doanh số đơn hàng đã công bố là 71,6 tỷ bảng ( tính đến tháng 1 năm 2014).
Rolls-Royce Holdings plc được niêm yết trên Sở Giao dịch Chứng khoán Luân Đôn và là một thành phần của chỉ số FTSE 100. Tính đến tháng 6 năm 2013, công ty có giá trị vốn hóa thị trường 22.22 tỷ bảng Anh, là công ty lớn thứ 24 trên danh sách công ty chính của Sở Giao dịch Chứng khoán Luân Đôn. Trụ sở chính của công ty được đặt tại Luân Đôn.

### Sở hữu
Rolls-Royce phát triển từ công việc kinh doanh kỹ thuật của Henry Royce được thành lập vào năm 1884 và mười năm sau bắt đầu sản xuất máy phát điện và cần cẩu điện. Charles Rolls đã thành lập một doanh nghiệp riêng với Royce vào năm 1904 vì Royce đã phát triển một loạt các loại xe mà Rolls muốn bán. Một chủ sở hữu công ty được thành lập vào năm 1906 với tên Rolls-Royce Limited . Năm 1971, cùng một công ty, Rolls-Royce Limited, đã tự nguyện thanh lý vì không thể đáp ứng các nghĩa vụ tài chính của mình. Nó vẫn tồn tại cho đến ngày nay, vẫn đang được thanh lý. Hoạt động kinh doanh và tài sản của nó đã được chính phủ mua lại bằng cách sử dụng một công ty được thành lập với mục đích có tên là Rolls-Royce Limited. 
Rolls-Royce Motors được tách ra vào năm 1973. Rolls-Royce Limited hiện đang kinh doanh dưới tên Rolls-Royce plc.

## Các quản trị

#### Tính đến tháng 8 năm 2021 , ban giám đốc bao gồm:
- Ian Davis: Chủ tịch công ty
- Warren East: Giám đốc điều hành
- Panos Kakoullis: Giám đốc tài chính
- Paul Adams: Giám đốc không điều hành độc lập
- George Culmer: Giám đốc không điều hành độc lập
- Irene Dorner: Giám đốc không điều hành độc lập
- Anita Frew: Giám đốc không điều hành độc lập và Chủ tịch được chỉ định
- Beverly Goulet: Giám đốc không điều hành độc lập
- Lee Hsien Yang: Giám đốc không điều hành độc lập
- Nick Luf: Giám đốc không điều hành độc lập
- Kevin Smith: Giám đốc Độc lập cấp cao
- Dame Angela Strank: Giám đốc không điều hành độc lập
- Pamela Coles: Thư ký Công ty kiêm Giám đốc Quản trị

## Sản phẩm
Mảng kinh doanh hàng không vũ trụ của Rolls-Royce sản xuất động cơ tuabin khí thương mại và quân sự cho các khách hàng máy bay quân sự, dân dụng và doanh nghiệp trên toàn thế giới. Tại Hoa Kỳ, công ty sản xuất động cơ cho máy bay phản lực khu vực và công ty, máy bay trực thăng và máy bay phản lực cánh quạt . Rolls-Royce cũng xây dựng và lắp đặt hệ thống phát điện. Công nghệ tuabin khí cốt lõi của nó đã tạo ra một trong những dòng sản phẩm động cơ hàng không rộng nhất trên thế giới, với 50.000 động cơ phục vụ cho 500 hãng hàng không, 2.400 nhà khai thác công ty và tiện ích và hơn 100 lực lượng vũ trang, cung cấp năng lượng cho cả cánh cố định và cánh quay máy bay . Rolls-Royce Marine Power Operations(một công ty con) sản xuất và thử nghiệm lò phản ứng hạt nhân cho tàu ngầm Hải quân Hoàng gia.

### Sách tham khảo
- Gunston, Bill. Development of Piston Aero Engines. Cambridge, UK. Patrick Stephens Limited, 2006. ISBN 0-7509-4478-1.
- Newhouse, John. The Sporty Game: The High-Risk Competitive Business of Making and Selling Commercial Airliners. New York: Alfred A. Knopf, 1982. ISBN 978-0-394-51447-5.
- Pugh, Peter. The Magic of a Name: The Rolls-Royce Story, The First 40 Years. Luân Đôn: Icon Books, 2000. ISBN 1-84046-151-9.
- Pugh, Peter. The Magic of a Name: The Rolls-Royce Story, Part 2, The Power Behind the Jets. Luân Đôn: Icon Books, 2001. ISBN 1-84046-284-1.
- Pugh, Peter. The Magic of a Name: The Rolls-Royce Story, Part 3, A Family of Engines. Luân Đôn: Icon Books, 2002. ISBN 1-84046-405-4.